# Sulakyurt
Sulakyurt es un distrito de la provincia de Kırıkkale en la región de Anatolia Central de Turquía . En el censo turco de 2000, la población del distrito era de 16.480 habitantes, de los cuales 6.344 vivían en el centro de Sulakyurt.  La población de Sulakyurt es 6504 según cifras oficiales y actuales. 2435 personas viven en el centro del distrito. También hay una presa de riego en el distrito.